# Rhopalodiaceae
Rhopalodiaceae es una familia de diatomeas que se caracterizan por presentar un orgánulo de fijación de nitrógeno, con un probable origen cianobacterial. Este orgánulo, denominado cuerpo esferoide, reside en el citoplasma y es inseparable de la célula huésped. La fijación de nitrógeno es una característica exclusiva de los procariotas, sin bien numerosos organismos eucariotas obtienen el nitrógeno que necesitan mediante la simbiosis con bacterias que tienen esta capacidad. El caso de Rhopalodiaceae es especial, pues el único caso conocido de incorporación de un orgánulo fijador de nitrógeno en sus células. Este orgánulo deriva de la endosimbiosis de una cianobacteria relacionada con el género Crocosphaera (inicialmente denominada Cyanothece sp. ATCC 51.142, ahora identificada oficialmente como Crocosphaera subtropica Mareš & J.R. Johansen cepa ATCC 51142). La secuenciación del genoma del orgánulo ha mostrado una significativa reducción y a pesar de su origen cianobacterial, el cuerpo esferoide es incapaz de realizar la fotosíntesis y depende energéticamente de la aportación de la diatomea huésped. 
La familia Rhopalodiaceae comprende tres géneros conocidos, en dos de los cuales, Rhopalodia y Epithemia, se ha comprobado la presencia de estos orgánulos. Estudios de la especie R. gibba muestran que el orgánulo está rodeado por dos membranas presuntamente de distinto origen, la interior procedente del simbionte y la experior del huésped. El tamaño del cuerpo esferoide es de 4–6 μm de anchura y 5–7 μm de largo y el número de estos orgánulos es dependiente de la disponibilidad de nitrógeno en el medio.